# Accident ferroviaire d'Andria
L'accident ferroviaire d'Andria est une collision frontale entre deux trains de voyageurs, en Italie, qui a eu lieu le 12 juillet 2016. La collision a fait 23 morts et 52 blessés.

## Situation ferroviaire

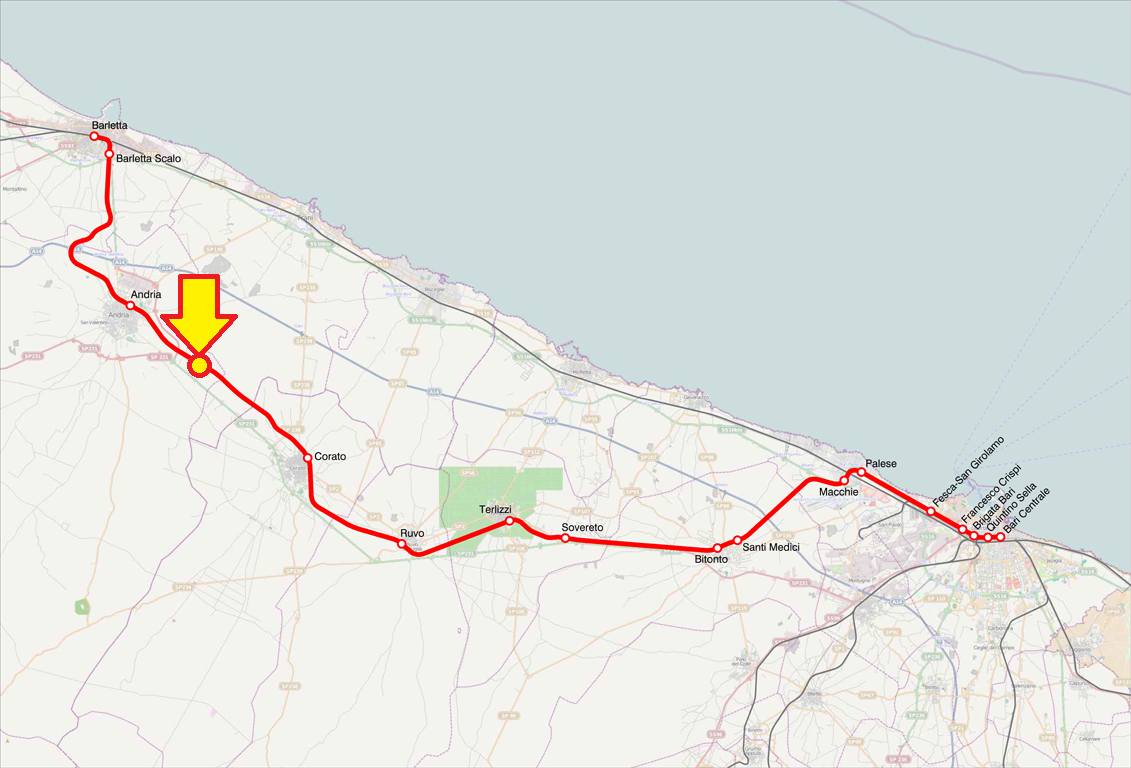
Ligne de Bari à Barletta et localisation de l'accident.

## Déroulement
Il est 11 h 6 (UTC+2), le 12 juillet 2016 lorsque deux trains de la compagnie ferroviaire privée Ferrotramviaria (en) entrent en collision sur une voie unique dans la région des Pouilles en Italie. D'après un responsable du réseau ferroviaire italien et les premiers éléments de l'enquête, la thèse de l'erreur humaine d'un ou des deux chefs de gare est privilégiée.
La société des chemins de fer privée Ferrotramviaria, qui exploite cette liaison, citée par l'agence d'information AGI, « n'a aucune explication [technique] sur les causes de l'accident », ce qui laisse supposer une erreur humaine.
En France, une voie unique insuffisamment fréquentée pour supporter le coût financier d'un système de sécurité automatique (« cantonnement ») est appelée voie unique à signalisation simplifiée.
Sur cette portion de ligne, le cantonnement téléphonique est encore utilisé, les deux chefs de gare échangeant des fax pour signaler le départ des trains ou leur arrivée depuis l'autre gare.
Ce jour-là, le train précédent en provenance de Corato (mission partielle ET1642) avait un retard de 23 minutes et est passé à Andria exactement à l'heure normalement prévue (10 h 59) pour le suivant (mission ET1016) qui avait été décalé. Le chef de gare d'Andria a avoué avoir donné le départ au train provenant de Barletta (mission ET1021) par "automatisme" alors qu'il semblerait que son collègue de Corato lui ait bien envoyé les 2 fax (au lieu d'un seul habituellement).
Plusieurs voitures ont été détruites à 100 %, ne laissant aucun espoir à leurs voyageurs ainsi qu'aux machinistes (conducteurs). Un train a perdu 1 voiture et demi, sur quatre, l'autre a perdu 2 voitures sur 4, ce qui fait 3 voitures et demi sur 8.

## Conditions techniques
L'accident s'est produit sur une partie de la ligne en simple voie au km 51, entre un Stadler FLIRT ETR assurant la mission ET1021 se dirigeant vers Corato et un Alstom Coradia ELT assurant la mission ET1016 parti de Corato.
Une « boîte noire » d'un des trains a été retrouvée. Celle-ci va être un élément clé pour déterminer pour exclure toute cause technique extérieure à l'erreur humaine.